# アウグスト・リーギ

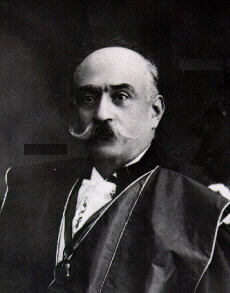
アウグスト・リーギ

アウグスト・リーギ（Augusto Righi、1850年8月27日 - 1920年6月8日）はイタリアの電磁気学分野の実験物理学者である。1890年代に無線通信の実用化を行ったマルコーニに技術的な助言を与えたことでも知られている。

## 人物
ボローニャに生まれた。ボローニャ大学で学位を得て、ボローニャ工科大学、パレルモ大学、パドヴァ大学、ボローニャ大学などで物理を教えた。電磁気学を研究し、磁性材料の磁気ヒステリシス現象などを発見した。1880年代のハインリヒ・ヘルツの電磁波の発見をうけて、より精密な実験を行った。当時近隣に住んでいたマルコーニに対して助言を与えた。晩年は相対性理論の実験的研究もおこなった。